# Mick Box

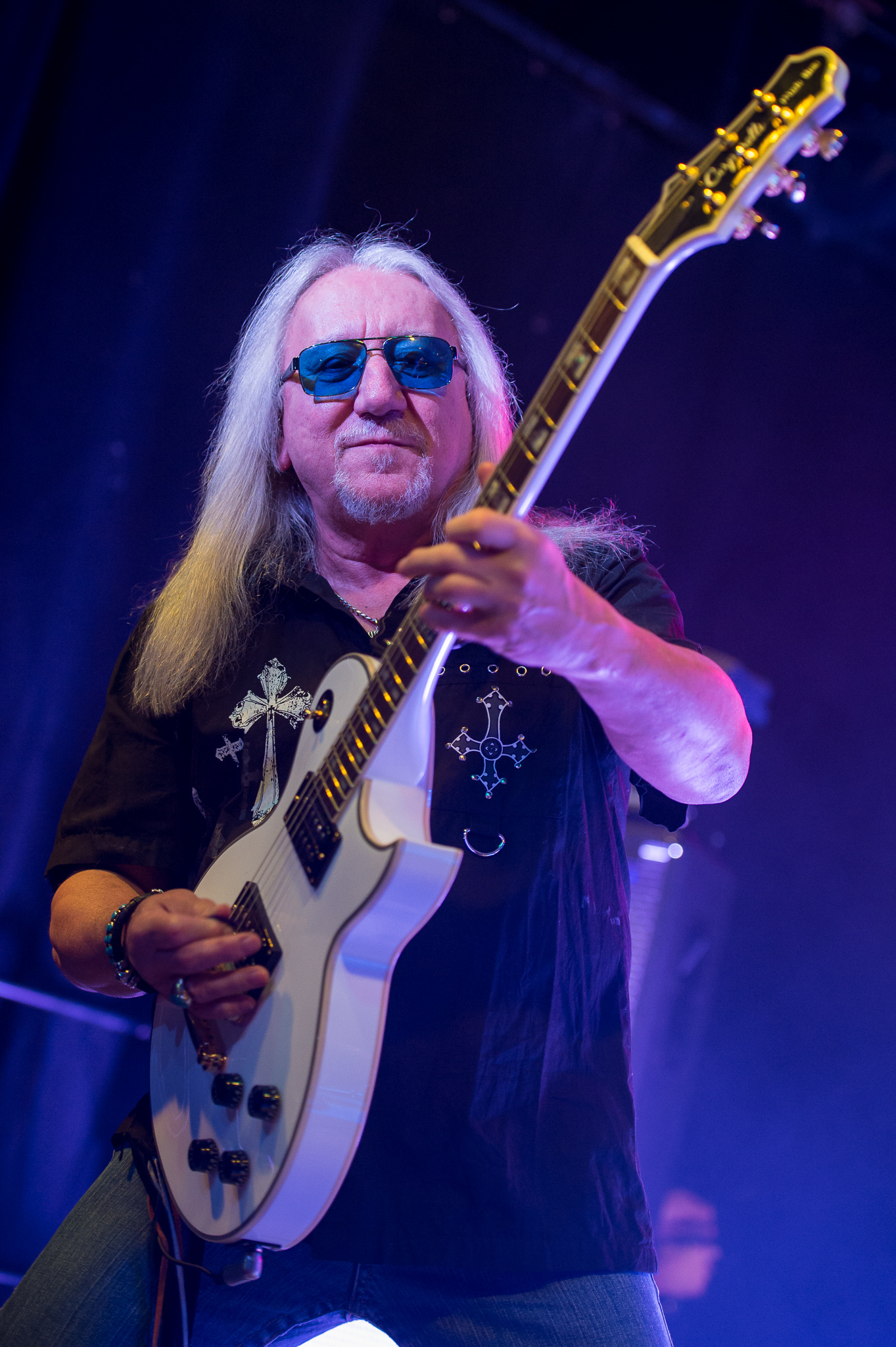
Mick Box – Niemcy, 2015

Michael Frederick Box (ur. 8 czerwca 1947 roku w Walthamstow w Londynie) – brytyjski muzyk. Gitarzysta brytyjskiego zespołu muzycznego Uriah Heep. Jest jedynym członkiem, który gra w zespole nieprzerwanie od jego założenia w 1969 roku.

## Dyskografia

### ZDavidem Byronem
- Take No Prisoners

### ZIris
- Lady in Black

### Ze Spearfish
- Back for the Future